# Tovačov (zámek)
Zámek v Tovačově je rozsáhlý komplex budov ohraničující dvě nádvoří východně od centra města. Původně renesanční zámek byl několikrát přestavován, dnes je majetkem města Tovačova. Dominantou celého areálu je 85 metrů vysoká Spanilá věž viditelná ze vzdálenosti několika kilometrů. Zámek se nachází poblíž náměstí v Cimburkově ulici čp. 1. Od roku 1958 je na seznamu kulturních památek, památková ochrana zahrnuje i budovy předzámčí s parkem a barokní sochařskou výzdobou. Spanilá věž je nejvyšší zámecká věž v Česku.

## Historie

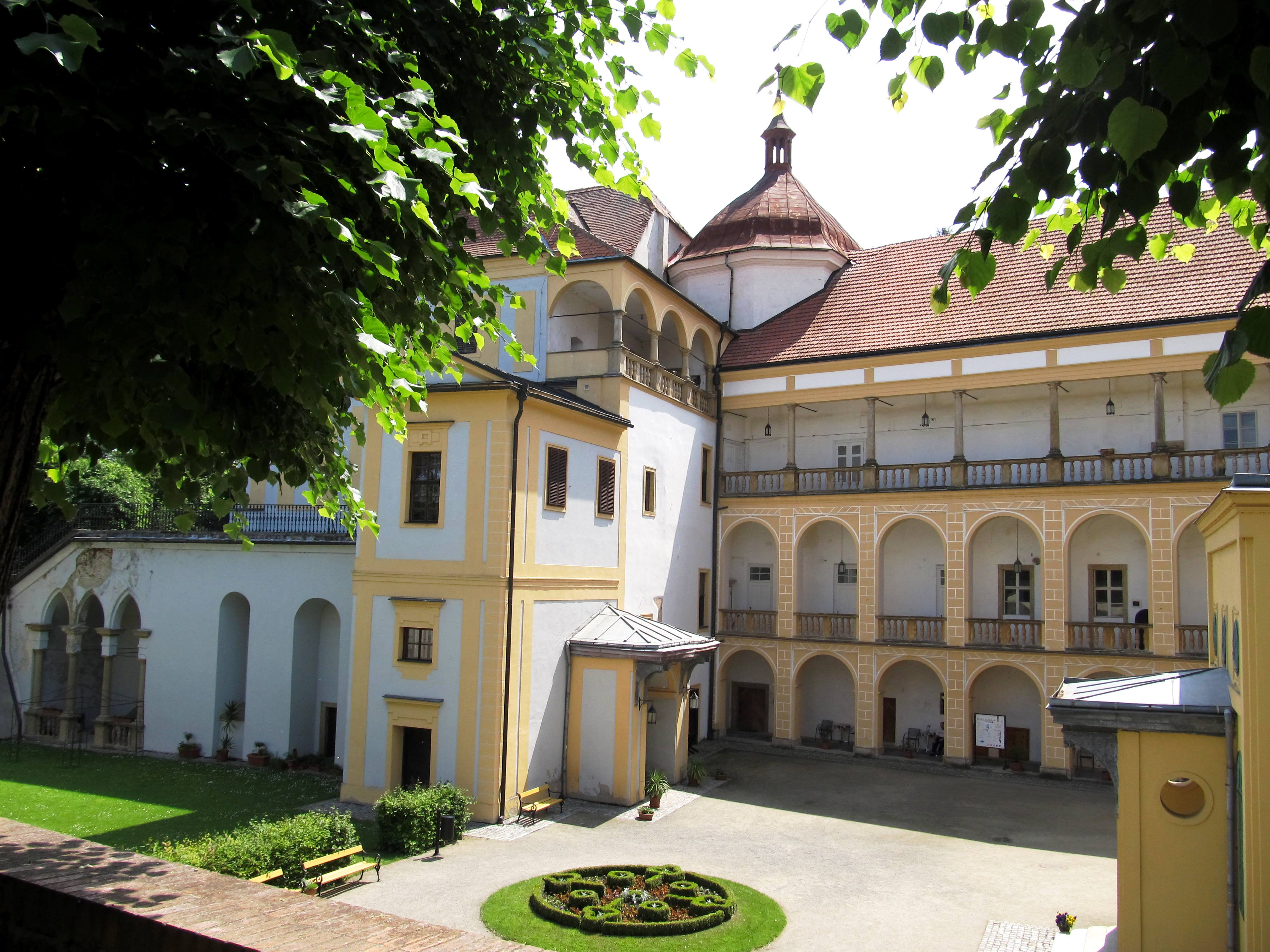
Vnitřní nádvoří zámku pohledem z parku

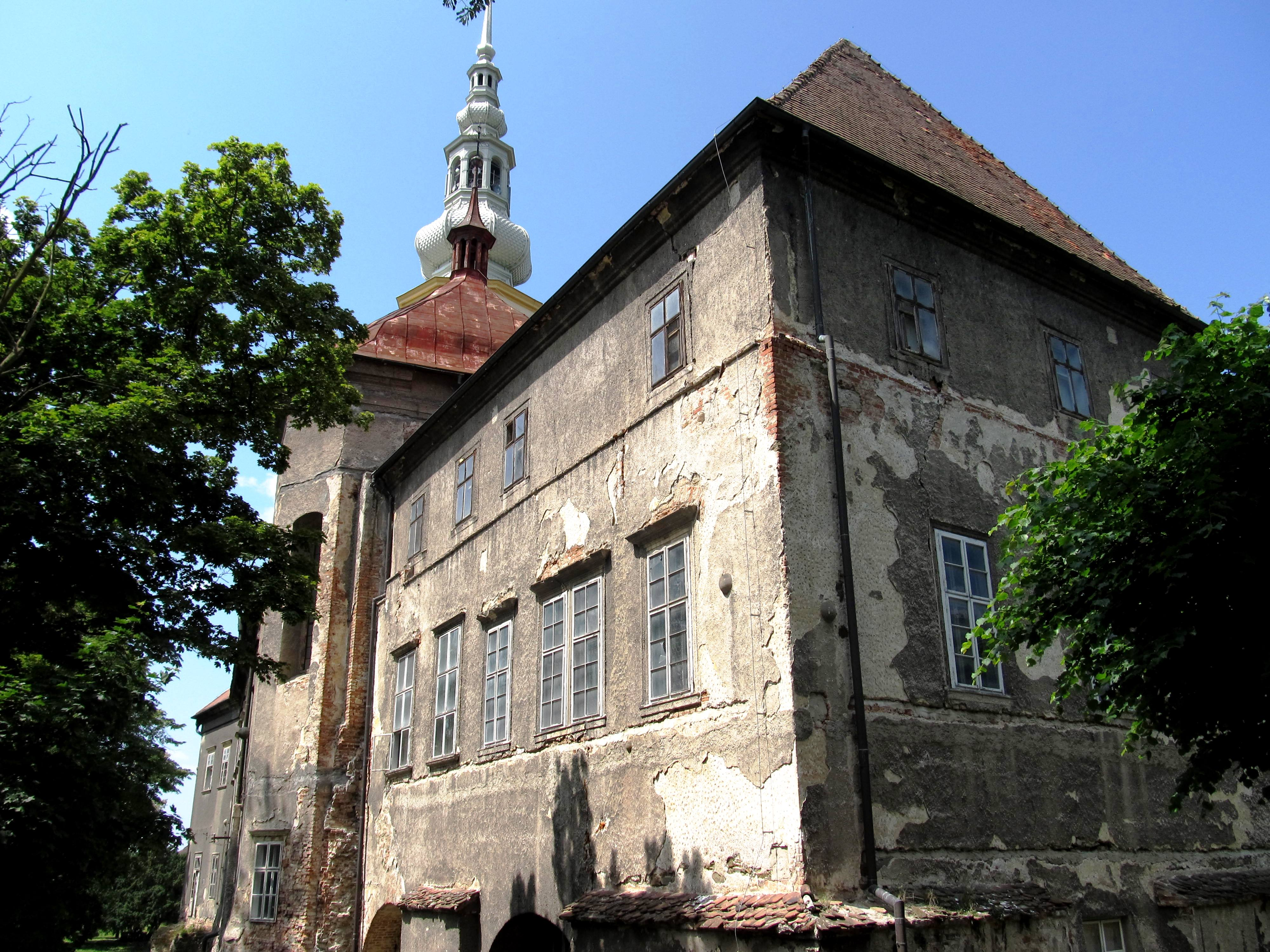
Východní křídlo se zámeckou kaplí

Původně zde stávala malá vodní tvrz, s věkem přebudovaná na vodní hrad. Tovačov byl od 14. století majetkem pánů z Cimburka, kteří se psali též jako Tovačovští z Cimburka. Ke stavbě renesančního zámku koncem 15. století přistoupil Ctibor Tovačovský z Cimburka († 1494), který patřil k významným osobnostem v dějinách Moravy. Krátce poté rod Cimburků ale vymřel (1502) a Tovačov koupil v roce 1503 za 24 000 kop grošů Vilém z Pernštejna. Pernštejnové vlastnili řadu statků na Moravě i v Čechách, a přestože během 16. století vzrůstalo jejich zadlužení, tovačovské panství svým rozsahem a výnosy patřilo k jejich nejvýznamnějším majetkům. Ve čtyřech generacích se Pernštejnové podíleli také na dalších stavebních úpravách tovačovského zámku. Vysoké dluhy a tlak věřitelů přiměly Jana z Pernštejna (1561–1597) k prodeji Tovačova a v roce 1597 se novým majitelem stává uherský šlechtic Štěpán I. Illesházy (1541–1609). Již v roce 1600 koupil Tovačov Weikard Salm-Neuburg (1575–1617).

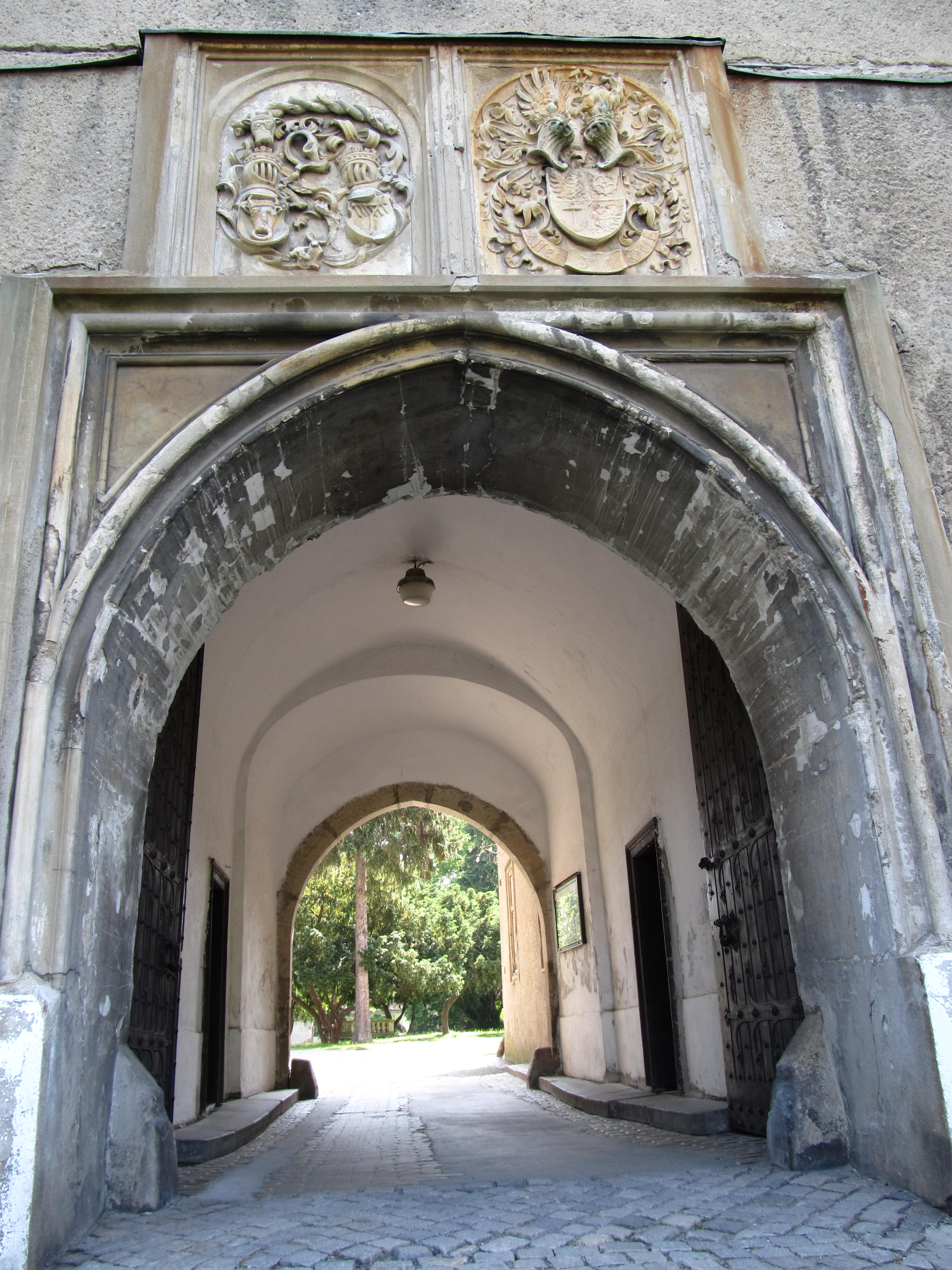
Vstupní brána ze strany nádvoří s erbem Jana z Pernštejna a jeho manželky

Za Salmů se zámek opět stal panským sídlem, panství bylo rozšířeno přikoupením Kojetína (1604) a Kralic na Hané (1637), salmovskou éru připomíná především bohatě zdobená zámecká kaple. Arnošt Leopold Salm-Neuburg (1671–1722) vedl četné majetkové spory, které skončily ztrátou Kojetína (1699) a nakonec v roce 1715 prodal i Tovačov. Noví majitelé Petřvaldští z Petřvaldu později získali i Přerov, hlavní sídlo měli ale v Buchlovicích. Po vymření Petřvaldských (1763) převzal Tovačov s Přerovem vzdálený příbuzný hrabě František Josef Küenburg (1714–1793). Ten kvůli dluhům musel vzápětí prodat Přerov, tovačovský zámek ale obohatil o přístavbu severního křídla. Další stavební akce zůstaly pouze v plánech a kvůli trvajícím dluhům zámek začal chátrat. Küenburgové nakonec v 19. století přesídlili na zámek ve Střílkách a tovačovský zámek zůstal opuštěn.
Od zadluženého hraběte Františka Küenburga (1844–1900) koupil Tovačov v roce 1887 židovský průmyslník David Guttman (1834–1912). Za velkostatek zaplatil více než dva a půl miliónu zlatých a vzápětí přistoupil k rozsáhlé přestavbě zámku. Zvýšil z prestižních důvodů věž zámku na současnou výšku tak, aby byla vyšší než věž kroměřížského zámku. Posledním soukromým majitelem tovačovského zámku byl Wilhelm Hermann Guttman (1889–1966), který kvůli židovskému původu v roce 1939 emigroval do Švýcarska. Po druhé světové válce jednal s československými úřady o navrácení majetku, ale bezúspěšně.

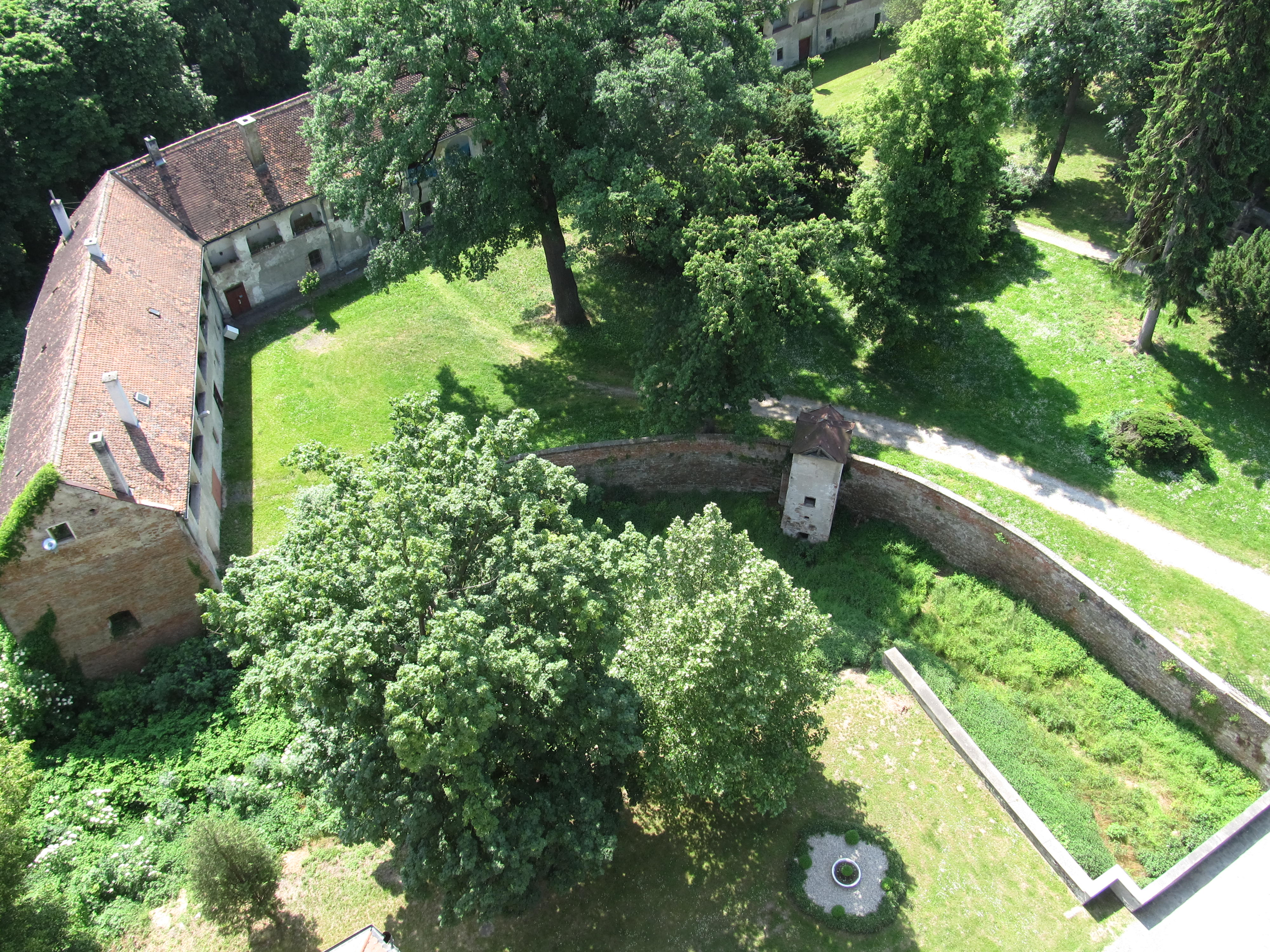
Nádvoří s předzámčím pohledem ze Spanilé věže

Po vyhlášení protektorátu přešel Tovačov pod německou správu a v zámku sídlila Říšská pracovní služba, tovačovský zámek se tehdy stal centrem germanizace celé Hané. Sloužil Němcům také jako rekreační středisko. V roce 1945 převzalo správu velkostatku československé ministerstvo zemědělství. Pro státní úřady byly prioritou okolní lesní porosty, zatímco o zámecký areál žádná z oslovených institucí nejevila zájem. Zámek nakonec převzal Městský národní výbor v Tovačově a v části zámku byla instalována muzejní expozice (1951), od roku 1952 zde byla zřízena obřadní síň. V dalších částech zámku bylo zdravotní středisko, jídelna a lidová škola umění. Později přešel zámek do majetku Okresního vlastivědného muzea v Přerově, pod jehož správou zde byla umístěna expozice socialistického zemědělství Severomoravského kraje (1974–1987).
| Rok  | Počet návštěvníků |
| ---- | ----------------- |
| 2015 | 10 663            |
| 2016 | 12 020            |
| 2017 | 11 273            |
| 2018 | 11 685            |
| 2019 | 13 741            |

## Popis zámku

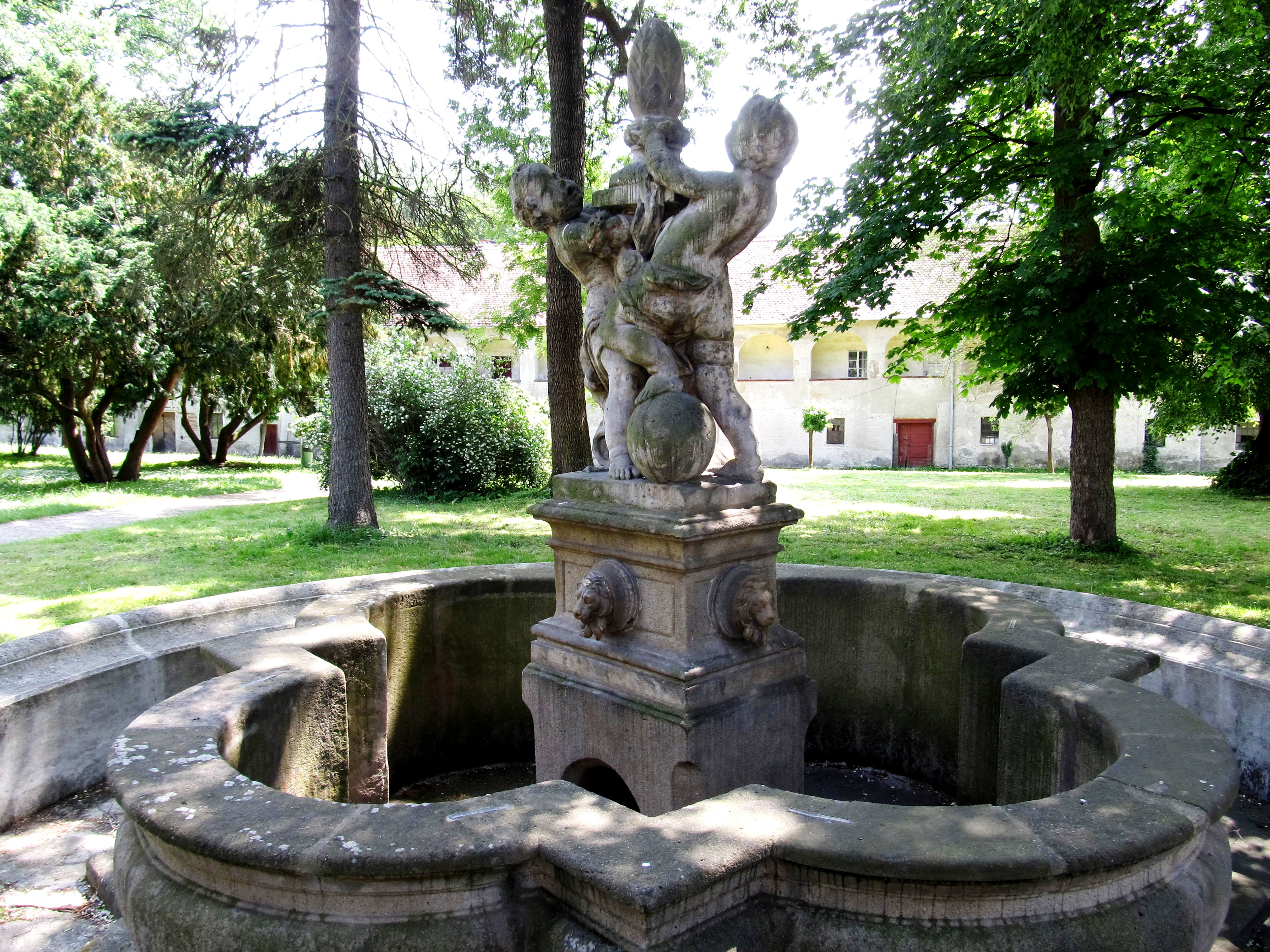
Barokní kašna s alegorií soutoku Moravy a Bečvy v předzámčí

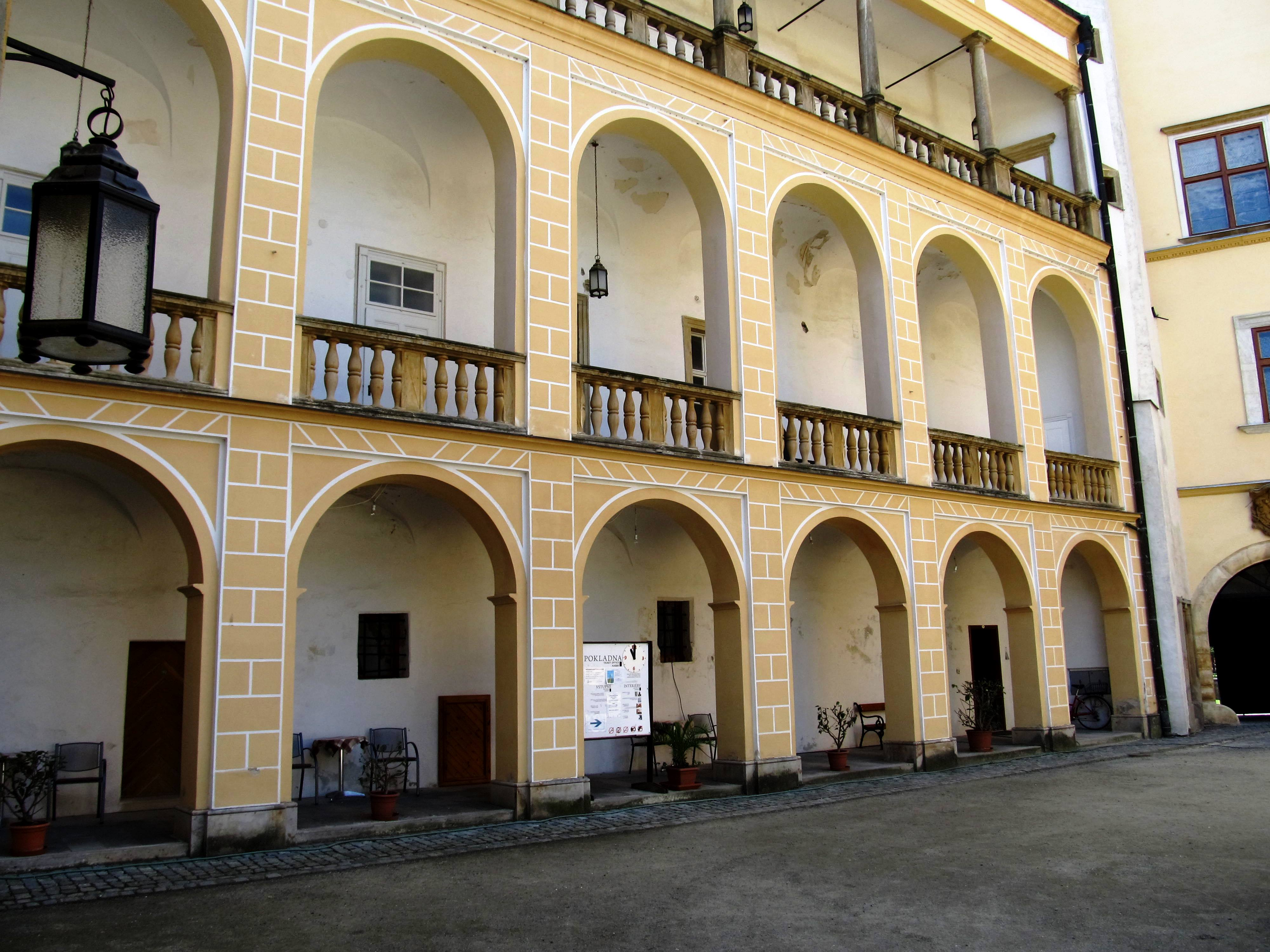
Vnitřní nádvoří a východní křídlo zámku

Jádrem komplexu je jižní křídlo současného zámku, které vzniklo renesanční přestavbou koncem 15. století za Ctibora Tovačovského z Cimburka. Přestavba hradu na zámek nese vzácné prvky rané renesance a za autora je považován italský architekt Chimenti Camicia, který v té době pracoval v Uhrách ve službách Matyáše Korvína. Součástí přestavby byl také vznik tzv. Spanilé věže (1492), která však v té době byla nižší (měla jinou střechu).
Za dalších majitelů z rodu Pernštejnů byl dokončen obranný systém a byly postaveny hospodářské budovy v předzámčí. Pernštejnskou éru připomíná erb Jana z Pernštejna a jeho manželky na vstupní věži před prvním nádvořím. Za Salm-Neuburgů byl zrušen původní zámecký kostel sv. Jana Křtitele a nahradila jej bohatě zdobená barokní kaple (1659–1673). Salmové také obnovili opevnění zámku i městské hradby a nechali vystavět bránu zrušenou v 19. století. Po převzetí panství rodem Küenburgů vzniklo nové křídlo zámku, v roce 1783 ale došlo k ničivému požáru a poté zámek začal chátrat a stal se prakticky neobyvatelným.

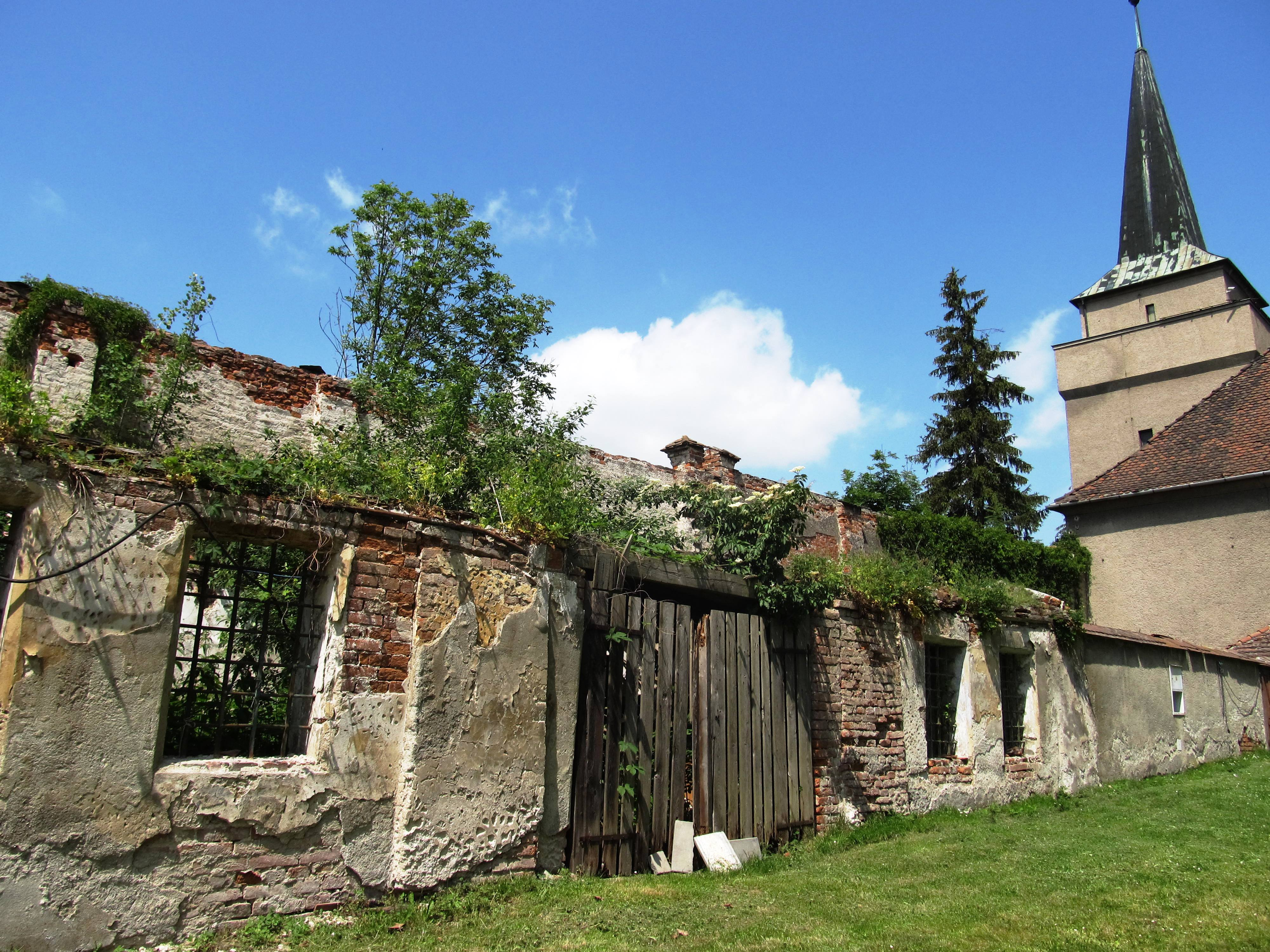
Budovy předzámčí a pozdně gotická věž před prvním nádvořím

Významnou renovací prošel zámek koncem 19. století, kdy jej vlastnil významný průmyslník David Guttman (1834–1912). K celkové novorenesanční přestavbě byl přizván prostějovský architekt Max Fleischer, který projektoval nové zámecké křídlo se vstupním schodištěm napodobujícím schodiště vídeňské opery. Došlo také k zastřešení obou zámeckých věží, David Guttman založil i anglický park v okolí zámku. Jako podnikatel se ale věnoval i hospodářskému rozvoji, ve vesnici Annín založil cukrovar a díky tomu také vznikla železniční přípojka do Tovačova z trati Brno–Olomouc. Poslední výraznější stavební úpravy proběhly v roce 1924, kdy zámek vlastnil Wilhelm Hermann Guttman (1889–1966).

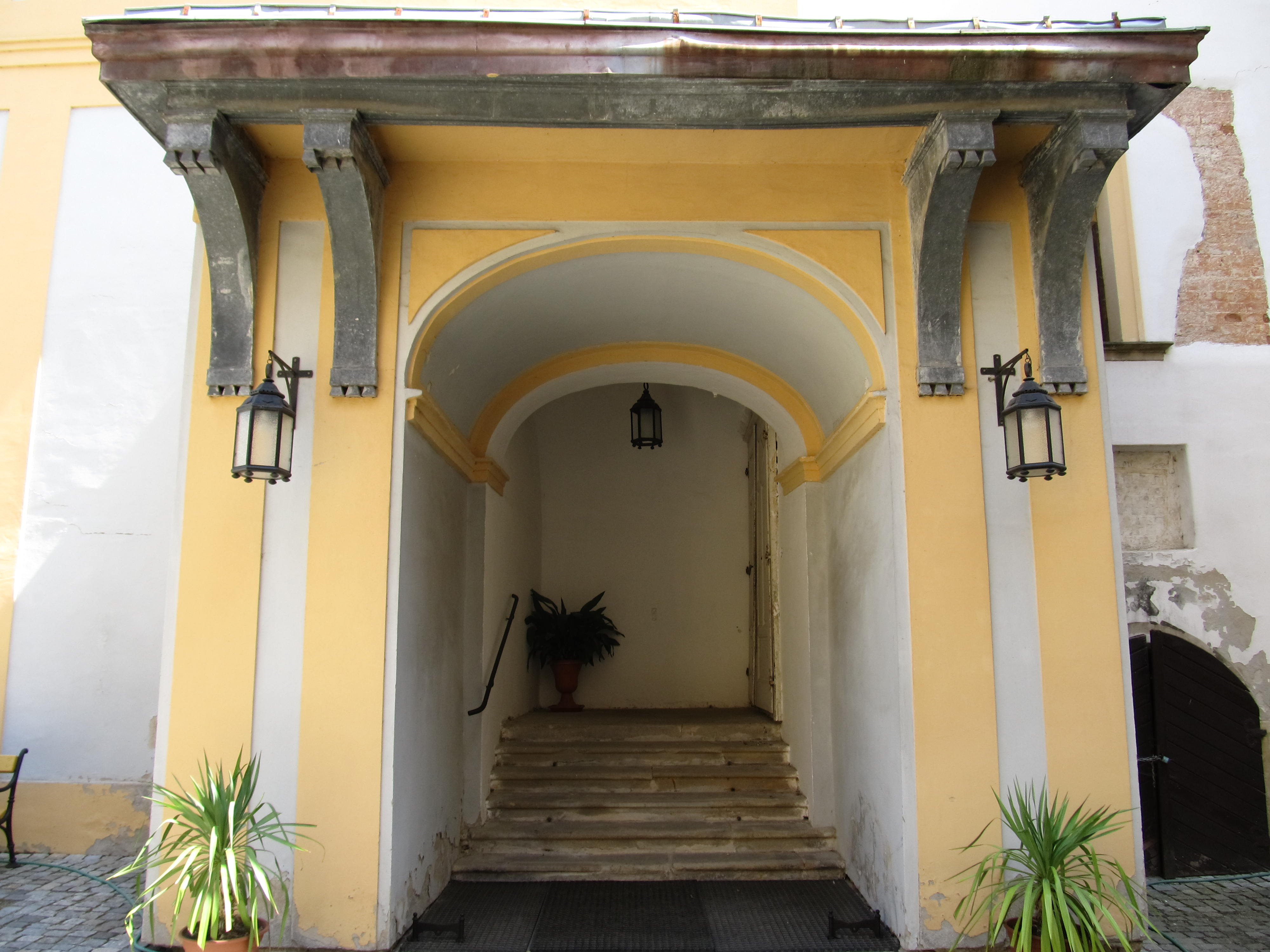
Vstupní portál novorenesančního křídla zámku

## Současnost
Na počátku 21. století bylo rozsáhlé renesanční opevnění zámku z valů a zdí ve velmi špatném stavu. Šlo především o bezprostřední ohrožení památkového charakteru soustavy opevnění, kolny a kočárovny v předzámčí. Od 1. ledna 1994 je zámek majetkem města Tovačova a postupně probíhá rekonstrukce jednotlivých budov. V zámku jsou umístěny stálé výstavní expozice, turisticky zajímavý je renesanční portál, veřejnosti přístupná je také Spanilá věž.